# Шевченко Євген Вікторович
Шевченко Євген Вікторович (нар. 16 жовтня 1987, Дніпродзержинськ, УРСР) — український футболіст, нападник.

## Життєпис
Народився в Дніпродзержинську, футболом розпочав займатися в місцевому «Континент-Прометеї». У ДЮФЛУ до 2002 року виступав у дніпродзержинських клубах «Ікар» та «Сталь», а з 2002 по 2003 рік захищав кольори дніпропетровського «АТБ-Олімп».
Дорослу футбольну кар'єру розпочав у 2004 році в складі другої команди дніпродзержинської «Сталі», яка виступала в Суперлізі Дніпропетровської області. У футболці «Сталі-2» до 2006 року зіграв 18 матчів (4 голи) в обласному чемпіонаті. У 2007 році перейшов до полтавської «Ворскли», але через високу конкуренцію в першій команді виступав виключно за аматорський ДЮФШ полтавчан (4 матчі).
Напередодні початку сезону 2007/08 років перейшов у «Кремінь». Дебютував у футболці кременчуцького клубу 8 серпня 2007 року в нічийному (3:3, поразка в серії пенальті з рахунком 2:3) виїзному поєдинку 2-о попереднього раунду кубку України проти «Єдності» (Плиски). Євген вийшов на поле на 61-й хвилині, замінивши Сергія Кікотя. У Другій лізі дебютував за кременчужан 14 серпня 2007 року в переможному (4:1) виїзному поєдинку 4-о туру групи Б проти донецького «Титану». Шевченко вийшов на поле на 76-й хвилині, замінивши Максима Сутулу. У футболці «Кременя» в Другій лізі зіграв 10 матчів, ще 1 поєдинок провів у кубку України.
У 2010 році знову захищав кольори «Сталі-2» у Суперлізі Дніпропетровської області.